# Dee Why
Dee Why é um subúrbio do norte de Sydney, no estado da Nova Gales do Sul, na Austrália, situado a 18 quilômetros a nordeste do distrito empresarial central de Sydney, na área do governo local do Conselho de Northern Beaches. Dee Why faz parte da região Northern Beaches. Em 2011, sua população era de 19 838 habitantes.

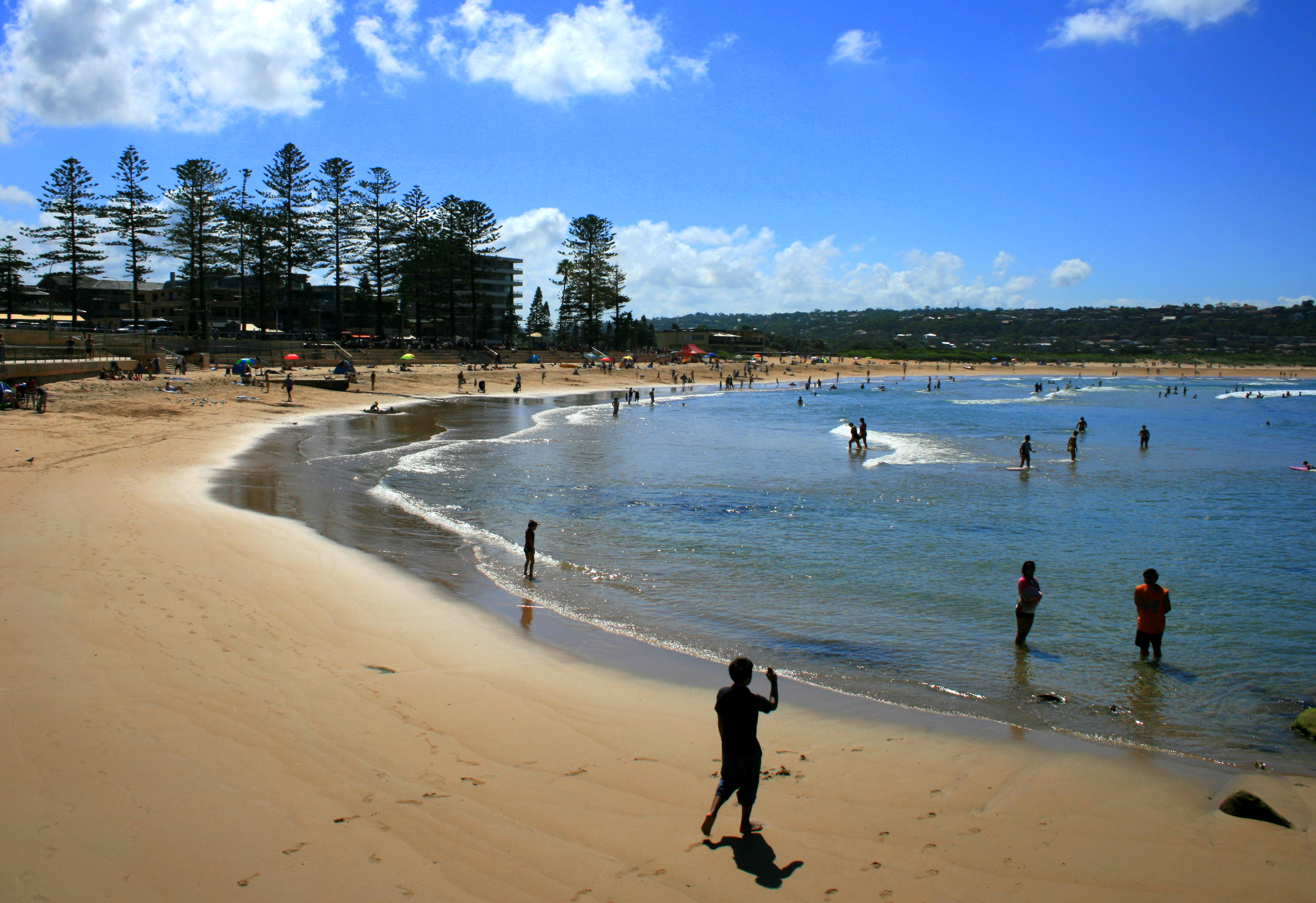
Praia de Dee Why